# خرشنة قزوينية

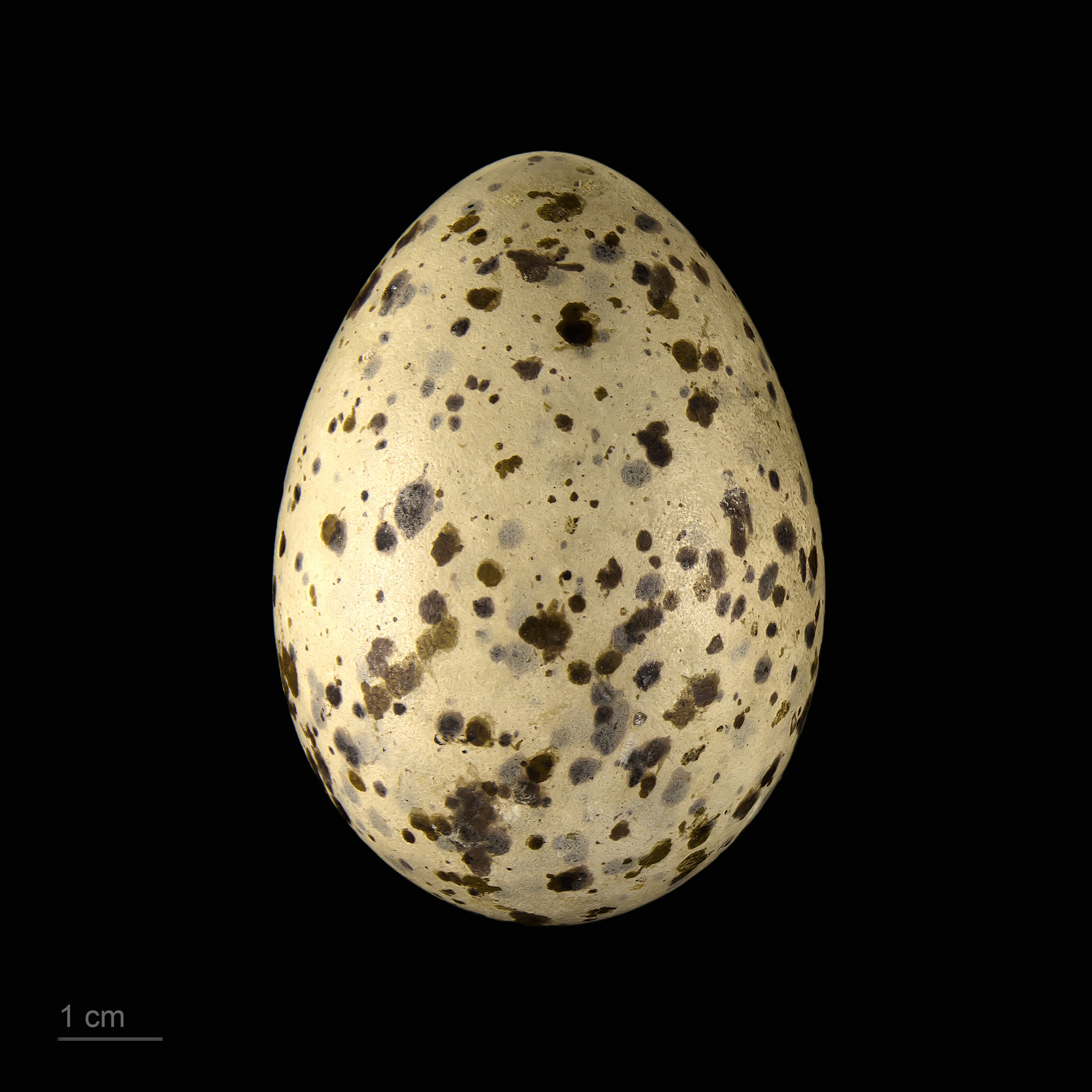
Hydroprogne caspia

خرشنة قزوينية أو خطاف أبو بلحة أو خطاف بحر قزويني (الاسم العلمي: Sterna caspia) (بالإنجليزية: Caspian Tern)‏ هو نوع من الطيور يتبع جنس الخرشنة من الفصيلة النورسية.